# Dolichognatha pinheiral
Dolichognatha pinheiral är en spindelart som beskrevs av Antonio D. Brescovit och Cunha 200. Dolichognatha pinheiral ingår i släktet Dolichognatha och familjen käkspindlar. Inga underarter finns listade i Catalogue of Life.